# Dölauer Heide und Lindbusch bei Halle
Dölauer Heide und Lindbusch bei Halle este o arie protejată (arie specială de conservare — SAC, sit de importanță comunitară — SCI) din Germania întinsă pe o suprafață de 700 ha, integral pe uscat.

## Localizare
Centrul sitului Dölauer Heide und Lindbusch bei Halle este situat la coordonatele 51°29′52″N 11°53′36″E / 51.4978°N 11.8933°E.

## Înființare
Situl Dölauer Heide und Lindbusch bei Halle a fost declarat sit de importanță comunitară în octombrie 2000 pentru a proteja 3 specii de animale. Situl a fost protejat și ca arie specială de conservare în decembrie 2018.

## Biodiversitate
Situată în ecoregiunea continentală, aria protejată conține 3 habitate naturale: Pajiști uscate seminaturale și facies de acoperire cu tufișuri pe substraturi calcaroase (Festuco-Brometalia) (* situri importante pentru orhidee), Păduri de stejar sau de stejar și carpen sub-atlantice și medio-europene de Carpinion betuli, Păduri de stejar și carpen Galio-Carpinetum.
La baza desemnării sitului se află mai multe specii protejate:
- mamifere (2): liliac cârn (Barbastella barbastellus), liliac comun (Myotis myotis)
- nevertebrate (1): Osmoderma eremita Complex

Pe lângă speciile protejate, pe teritoriul sitului au mai fost identificate 1 specie de amfibieni, 12 specii de mamifere, 5 specii de nevertebrate, 1 specie de reptile.